# Hypopyra megalesia
Hypopyra megalesia är en fjärilsart som beskrevs av Paul Mabille 1879. Hypopyra megalesia ingår i släktet Hypopyra och familjen nattflyn. Inga underarter finns listade i Catalogue of Life.